# Bezerros
Bezerros is een gemeente in de Braziliaanse deelstaat Pernambuco. De gemeente telt 58.354 inwoners (schatting 2009).